# Colombo Express (schip, 2005)
De Colombo Express was in 2005 een klasse van een van de grootste containerschepen ter wereld: het is 335 m lang en 43 m breed. Het schip heeft een vervoerscapaciteit van 8749 TEU, waarvan 730 gekoelde reefers.
Ze is genoemd naar de grootste stad van Sri Lanka, Colombo, de haven waar de North American Lloyd in 1886 het eerst op voer.
De Colombo Express opereert vanuit de thuishaven Hamburg en vaart voornamelijk tussen Europa en Zuidoost-Azië in 56-dagentrips. Ze is eigendom van de Duitse rederij Hapag-Lloyd en de bedrijfsvoering is in handen van Hapag-Lloyd Container Line.
De zeven andere schepen van deze klasse zijn:
- Bremen Express
- Chicago Express
- Hanover Express
- Kuala Lumpur Express
- Kyoto Express
- Osaka Express
- Tsingtao Express